# No Quarter: Jimmy Page and Robert Plant Unledded
Pour les articles homonymes, voir No Quarter (homonymie).
Albums par Jimmy Page & Robert Plant
Walking into Clarksdale
(1998)
Albums par Jimmy Page
Session Man Vol. 2
(1991) Hip Young Guitar Slinger and His Heavy Friends
(2000)
Albums par Robert Plant
Fate of Nations
(1993) Dreamland
(2002)
No Quarter: Jimmy Page & Robert Plant Unledded est un album moitié en concert moitié studio de Jimmy Page et Robert Plant, sorti le 14 octobre 1994, enregistré dans le cadre de l'émission télévisée MTV Unplugged. 

## Historique
Cet album est constitué de titres appartenant au répertoire de Led Zeppelin, souvent dans leur version acoustique. On y trouve aussi quatre titres inédits : Wonderful One, City Don't Cry, Wah Wah et Yallah (The Truth Explodes). La sonorité se veut égyptienne dans certaines chansons (Friends, Four Sticks, Kashmir). Les titres enregistrés au Maroc avec des musiciens du pays rappellent la musique gnawa (Yallah, City Don't Cry, Wah wah).
En 1994, Jimmy Page et Robert Plant se réunissent, quatorze ans après la séparation de Led Zeppelin, consécutive à la mort du batteur du groupe, John Bonham. 
Le titre de l'album est issu d'une chanson (No Quarter) de Led Zeppelin, parue sur l'album Houses of the Holy, une composition où l'implication de John Paul Jones était prépondérante. 
Cet album sera suivi d'une tournée qui passera notamment par le festival des Eurockéennes en 1995, dont le groupe sera la tête d'affiche.
Il se classe à la 4e place du Billboard 200 américain et à la 7e place des charts britanniques.
On y retrouve des musiciens tels que Porl Thompson, du groupe The Cure, à la guitare et au banjo, Nigel Eaton à la vielle à roue qui a entre autres collaboré avec la chanteuse et harpiste canadienne Loreena McKennitt, Charlie Jones à la basse qui a déjà accompagné Robert Plant sur ses albums solo Manic Nirvana en 1990 et Fate of Nations en 1993, ainsi que le batteur Michael Lee. Ce dernier participera aussi à l'album subséquent de Plant et Page, Walking into Clarksdale en 1998, sur lequel on retrouvera aussi le bassiste Charlie Jones.

## Liste des titres
| No  | Titre                      | Auteur                                    | Durée |
| --- | -------------------------- | ----------------------------------------- | ----- |
| 1.  | Nobody's Fault But Mine    | Jimmy Page, Robert Plant                  | 4:06  |
| 2.  | Thank You                  | Page, Plant                               | 5:47  |
| 3.  | No Quarter                 | John Paul Jones, Page, Plant              | 3:45  |
| 4.  | Friends                    | Page, Plant                               | 4:37  |
| 5.  | Yallah                     | Page, Plant                               | 4:59  |
| 6.  | City Don't Cry             | Page, Plant                               | 6:08  |
| 7.  | Since I've Been Loving You | Jones, Page, Plant                        | 7:29  |
| 8.  | The Battle of Evermore     | Page, Plant                               | 6:41  |
| 9.  | Wonderful One              | Page, Plant                               | 4:57  |
| 10. | Wah Wah                    | Page, Plant                               | 5:24  |
| 11. | That's the Way             | Page, Plant                               | 5:35  |
| 12. | Gallows Pole               | Traditionnel – Arrangements Page et Plant | 4:09  |
| 13. | Four Sticks                | Page, Plant                               | 4:52  |
| 14. | Kashmir                    | John Bonham, Page, Plant                  | 12:27 |

## Réédition dixième anniversaire
Pour le dixième anniversaire, l'album est réédité avec une couverture différente et une liste de pistes modifiée. Thank You est coupé, City Don't Cry et Wonderful One figurent dans des versions substantiellement éditées, et The Rain Song et Wah Wah sont ajoutés. De plus, Yallah est renommé et plusieurs autres morceaux ont subi des modifications mineures de leurs durées. Le nouvel ordre de passage est le suivant :

### Liste des chansons de la réédition
- Nobody's Fault but Mine 3;57
- No Quarter 3:47
- Friends 4:35
- The Truth Explodes (Yallah) 4:42
- The Rain Song 7:29
- City Don't Cry 3:15
- Since I've Been Loving You 7:28
- The Battle of Evermore 6:40
- Wonderful One 3:23
- Wah Wah 5:24
- That's the Way 5:37
- Gallows Pole 4:17
- Four sticks 4:57
- Kashmir 12:36

## Sortie DVD
Le dixième anniversaire de l'enregistrement des concerts Unledded a été commémoré par la sortie d'un DVD de chansons supplémentaires, une interview bonus, un montage d'images du Maroc, la performance du groupe de Black Dog pour les American Music Awards de Dick Clark et le clip de Most High de l'album Walking into Clarksdale. Les chansons incluses sur la sortie du DVD et non incluses sur les deux versions du CD sont What Is and What Should Never Be et When the Levee Breaks. Pour compenser leur absence de la sortie du DVD Live Aid, Plant et Page font don d'une partie de leurs bénéfices au Band Aid Trust.

### Liste des chansons du DVD
1. No Quarter
2. Thank You
3. What Is And What Should Never Be
4. The Battle of Evermore
5. Gallows Pole
6. Nobody's Fault but Mine
7. City Don't Cry
8. The Truth Explodes (à l'origine Yallah)
9. Wah Wah
10. When the Levee Breaks
11. Wonderful One
12. Since I've Been Loving You
13. The Rain Song
14. That's the Way
15. Four Sticks
16. Friends
17. Kashmir

### Matériel bonus
- Black Dog Telle que jouée lors des ABC American Music Awards
- Montage au Maroc
- Vidéo MOst High
- Entrevue

## Musiciens
- Robert Plant : chant
- Jimmy Page : guitare électrique et acoustique, mandoline

Musiciens à Marrakech (sauf sur "Yallah")
| - Brahim El Balkani - Hassan El Arfaoui | - El Mahjoub El Mathoun - Abdelkah Eddahmane |

Groupe à Londres et au Pays de Galles (sauf "No Quarter", "Wonderful One')
| - Charlie Jones : basse, percussions - Michael Lee : batterie, percussions - Porl Thompson : guitare, banjo - Jim Sutherland : mandoline, bodhrán - Nigel Eaton : vielle à roue | - Ed Shearmur : orgue Hammond, arrangements pour les orchestres égyptien et britannique (seulement à Londres) - Najma Akhtar – chants (Londres seulement) |

Egyptian Ensemble (à Londres)
| Percussions - Hossam Ramzy – doholla, directeur musical du Egyptian Ensemble - Ali Abdel Salem – duf, bendir - Farid Khashab – bendir, reque - Farouk El Safi – duf, bendir - Ibrahim Abdel Khaliq – bendir, mirwas, sagattes | Cordes - Waeil Abu Bakr – soloiste - Bahig Mikhaeel - Hanafi Soliman - Amin Abdel Azim Autres - Bashir Abdel Aal – ney - Abdel Salam Kheir – oud |

London Metropolitan Orchestra (à Londres)
| Violons - Rosemary Furniss - David Juritz - Rita Manning - Elizabeth Layton - Ian Humphries - Perry Montague-Mason - Mark Berrow - Pauline Lowbury - Clare Thompson - Jessica O'Leary - David Ogden - Peter Hanson - Jeremy Williams - Cathy Thompson - Ed Coxon - Anne Morlee - Harriet Davies | Violons alto - Andrew Brown - Rusen Gunes - Andrew Parker - Bill Hawkes - Nicholas Pendlebery - John Jezard - Janet Atkins Violoncelles - Caroline Dale - Cathy Giles - Stephen Milne - Ben Chappell - Jonathan Tunnel Didjeridu - Sandy Lawson - Storme Watson |

## Charts et certifications
| Pays             | Durée du classement | Meilleur classement |
| ---------------- | ------------------- | ------------------- |
| Allemagne        | 15 semaines         | 18e                 |
| Australie        | 9 semaines          | 2e                  |
| Autriche         | 7 semaines          | 27e                 |
| Canada           | 15 semaines         | 3e                  |
| États-Unis       | 23 semaines         | 4e                  |
| France           | 8 semaines          | 8e                  |
| Italie           | -                   | 19e                 |
| Nouvelle-Zélande | 6 semaines          | 13e                 |
| Pays-Bas         | 12 semaines         | 33e                 |
| Royaume-Uni      | 14 semaines         | 7e                  |
| Suède            | 4 semaines          | 10e                 |
| Suisse           | 11 semaines         | 16e                 |

| Pays        | Certification | Ventes      | Date       |
| ----------- | ------------- | ----------- | ---------- |
| Canada      | 2 × Platine   | 200 000 +   | 04/12/1994 |
| États-Unis  | Platine       | 1 000 000 + | 22/12/1994 |
| Royaume-Uni | Or            | 100 000 +   | 01/02/1995 |

Charts singles
| Année | Single            | Chart                  | Durée du classement | Position |
| ----- | ----------------- | ---------------------- | ------------------- | -------- |
| 1994  | Gallows Pole      | UK Singles Chart       | 4 semaines          | 35e      |
| 1994  | Gallows Pole      | ARIA Charts            | 1 semaines          | 46e      |
| 1994  | Gallows Pole      | Top 100                | 1 semaines          | 50e      |
| 1994  | Thank You (promo) | Mainstream Rock Tracks | —                   | 8e       |